# Architektura chińska

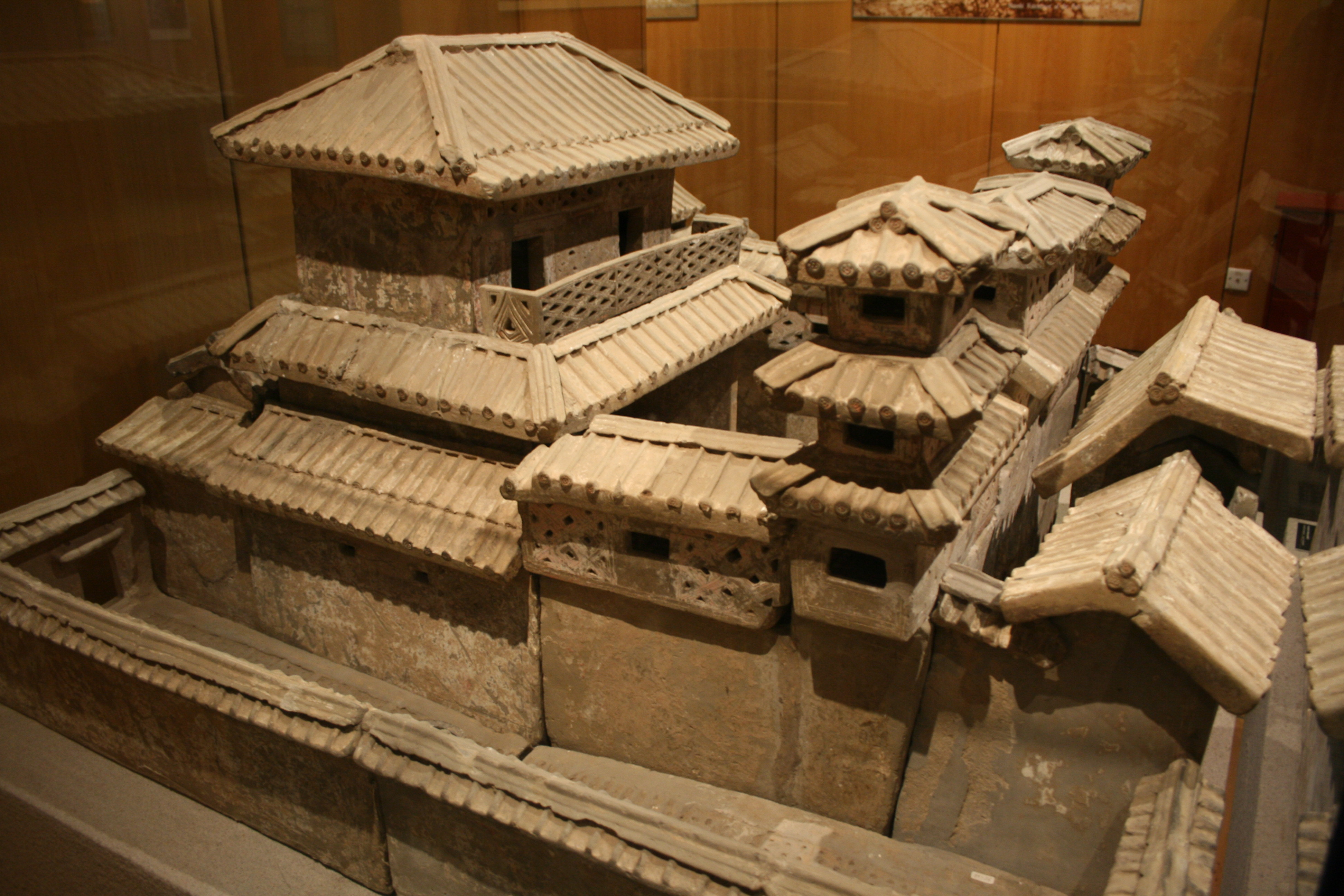
Ceramiczny model budowli, dynastia Han

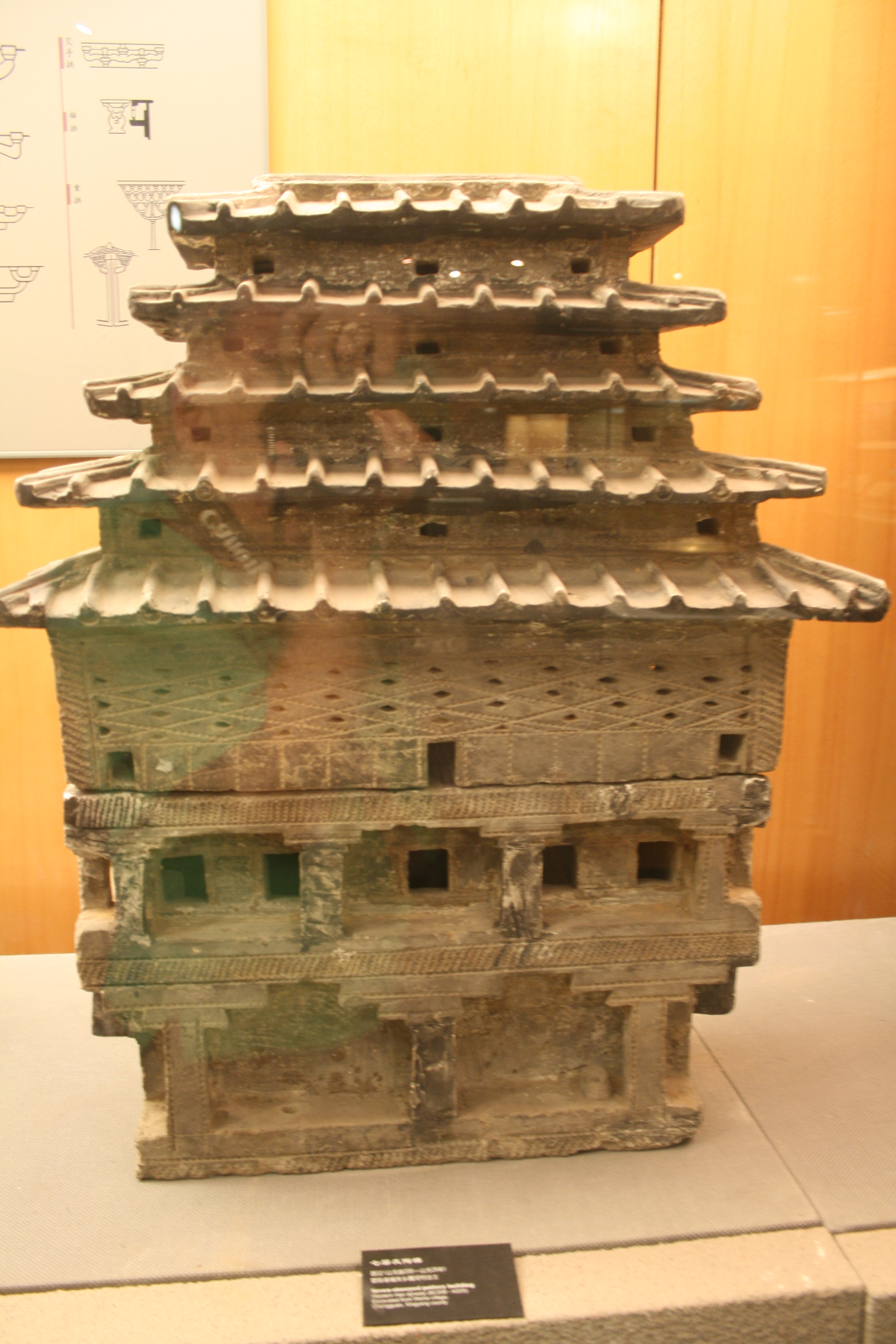
Ceramiczny model wieży z epoki Han, odkryty w 1953 r

Architektura chińska – tradycja budownictwa rodzima dla chińskiego kręgu cywilizacyjnego, który wywarł również znaczny wpływ na takie kraje, jak Wietnam, Japonia i Korea.
Architektura w Chinach zaczęła się kształtować już w XV w. p.n.e., a w III w. p.n.e. osiągnęła bardzo wysoki poziom np.: miasta Xi’an i Luoyang.
Do początku XX w. historia Chin starożytnych znana z zachowanych kronik pozostawała niepotwierdzona przez znaleziska archeologiczne. Budowano z materiałów nietrwałych: w najbardziej zaludnionych rejonach nadmorskich z drewna, w innych z suszonej, niewypalanej gliny. Najstarsza zachowana budowla drewniana to główny pawilon w świątyni Foguang si na górze Wutai pochodząca dopiero z czasów dynastii Tang, nieco wcześniejsze są zachowane obiekty drewniane powstałe pod wpływem architektury chińskiej na terenie Korei i Japonii.
Z tego powodu niezwykle cenne są znaleziska archeologiczne dokonane w pobliżu miasta Anyang - w grobowcach odkryto modele ceramiczne budowli starożytnych. Zachowały się również księgi z opisami zarówno samych obiektów, jak i technik budowlanych. Najstarszy zachowany traktat z zakresu architektury Yingzao fashi (Metody architektury) pochodzi z początku XII w.

## Miasta

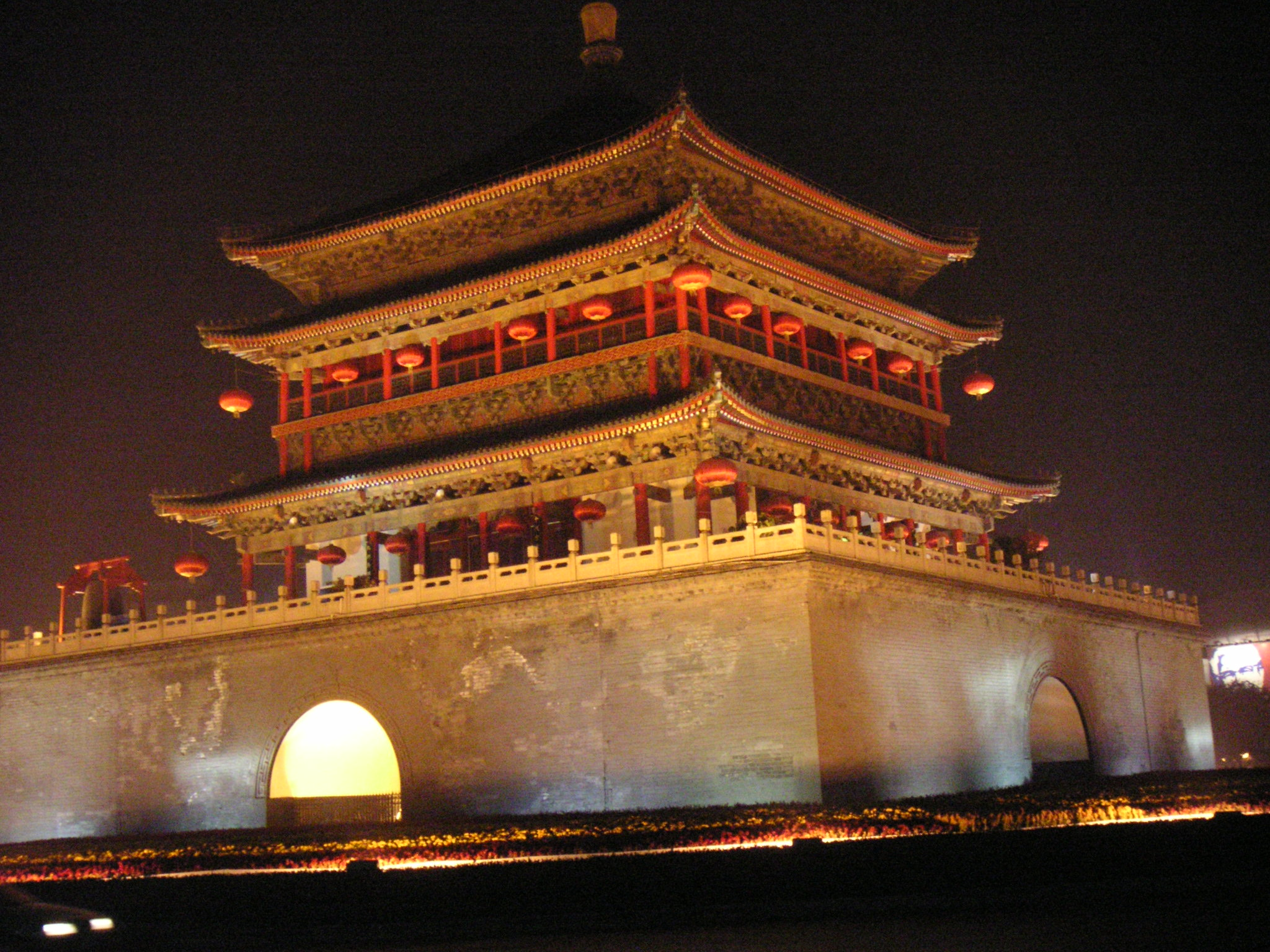
Wieża Dzwonu w Xi’an

Miasta budowano zgodnie z zasadami feng shui: ulice biegły w kierunkach wschód-zachód i północ-południe, fasady domów z wejściami były skierowane na południe, co związane było z wierzeniem, że dobre wpływy płyną z południa, a złe z północy. Wypracowano na tej podstawie kanon architektoniczny dla poszczególnych typów budowli, oraz dla planowania miast. Miasta były budowane na planie prostokąta, otoczone murami z bramami nad którymi wznosiły się wieże obserwacyjne. Główna arteria biegła na osi północ-południe. Brama główna miasta znajdowała się od strony południowej. Wewnątrz, w centrum lub w części północnej, znajdowało się, również prostokątne, „miasto pałacowe” (gongcheng), także otoczone murem. Tradycyjnie wznoszono dwie wieże: Wieżę Bębna (Gulou) oraz Wieżę Dzwonu (Zhonglou). Takie miasta są poświadczone wykopaliskami z okresu Walczących Królestw (V-III w. p.n.e.).

## Budownictwo mieszkalne
Główne pomieszczenia skierowane są na południe, podobnie jak przy planowaniu miast, również poszczególne domy rozlokowane były symetrycznie po obu stronach osi północ-południe. W ścianie północnej zazwyczaj nie było drzwi i okien. W środku znajdował się dziedziniec. Ponieważ zgodnie z obyczajem dorośli synowie mieszkali razem z rodzicami, dom stopniowo się rozrastał, powtarzając wielokrotnie podstawowy moduł. Dało to w efekcie powstanie typowego dla Chin kompleksu budynków mieszkalnych, we wnętrzu którego znajduje się kilka dziedzińców, niekiedy z ogródkami.

## Wielki Mur

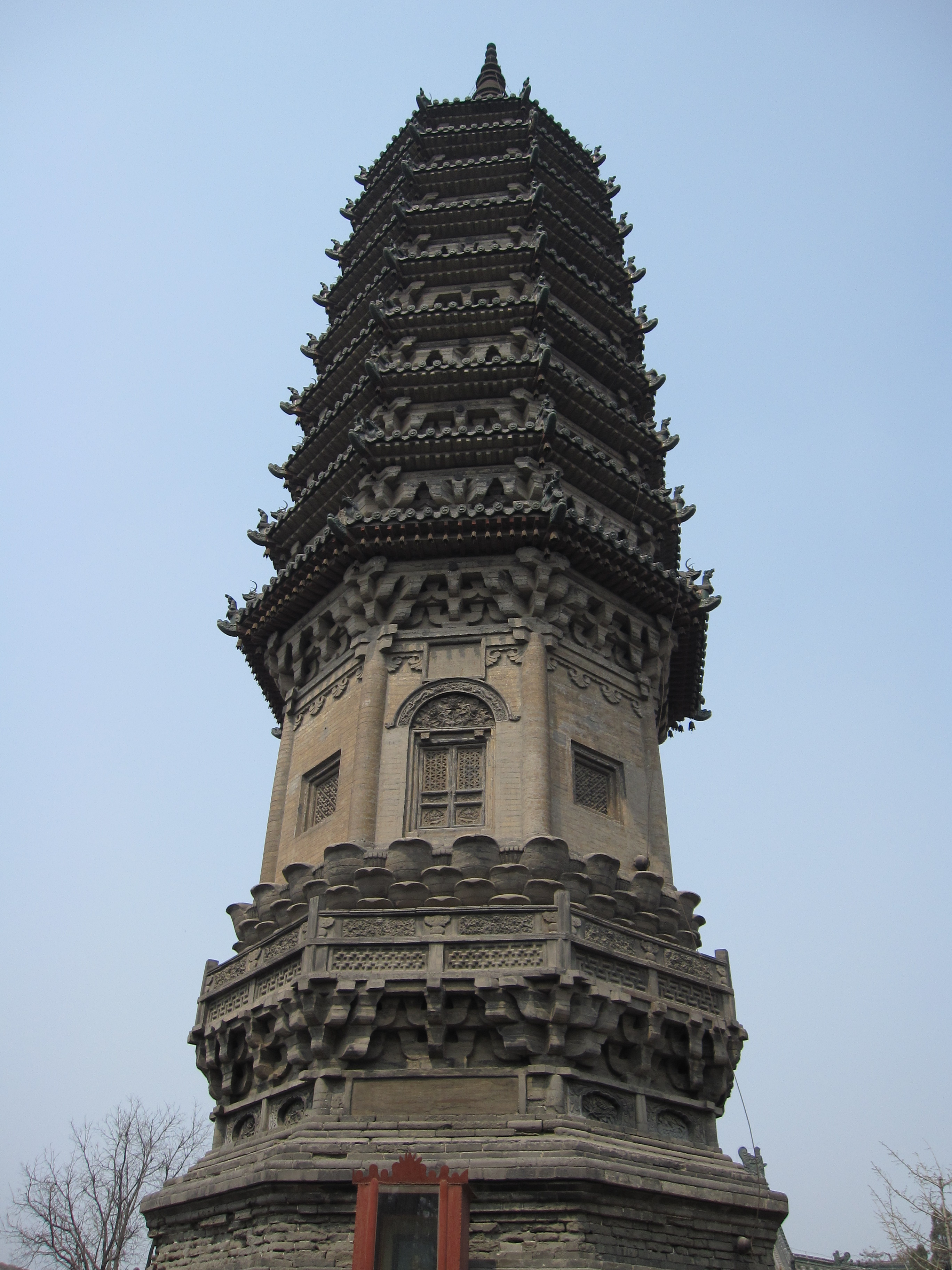
Pagoda Chengling

Shi Huangdi III w. p.n.e. połączył rozproszone twierdze graniczne. Ówczesny mur nie zachował się, istniejący został odbudowany w XV w. Wtedy to przebudowano bramy, dodając dwu- i trójkondygnacyjne ozdobne dachy.
Baszty alarmowe odgrywały rolę telegrafu.

## Wieże
Rozróżniano trzy podstawowe typy wież: magazyny żywności i skarbce, wieże strażnicze oraz obserwatoria astronomiczne.

## Pagody

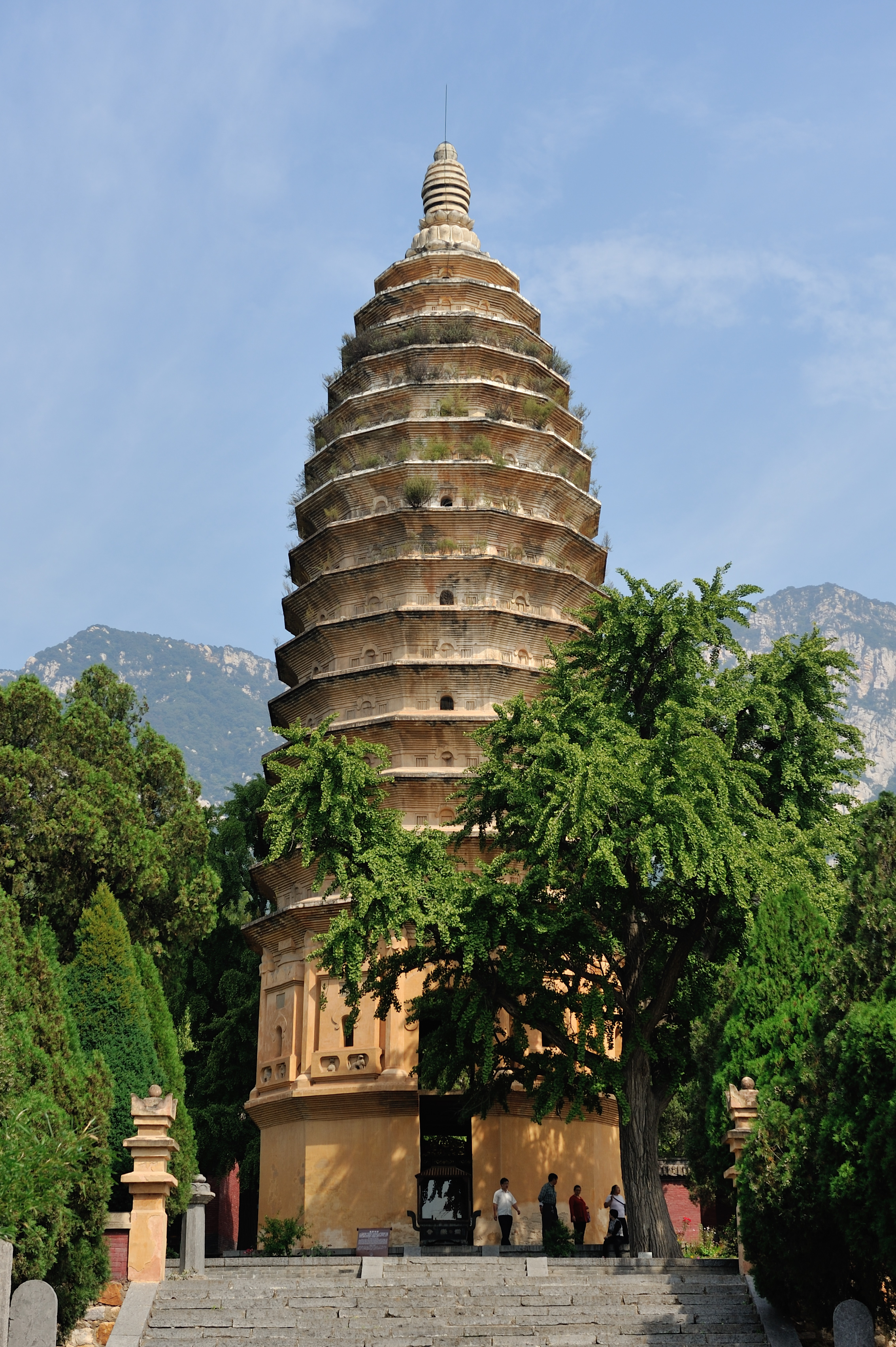
Pagoda Songyue

Pomimo przejęcia z Indii idei stupy i zachowania jej podstawowej funkcji relikwiarza, na ostateczną formę pagód chińskich wpłynęła tradycja wznoszenia wielokondygnacyjnych budowli typu lou, znanych już w starożytności. Znaleziska archeologiczne dowodzą, że pierwowzorem pagody w typie chińskim są wieże strażnicze. Dzięki ceramicznym modelom znalezionym w grobowcach można prześledzić proces ewolucji pierwotnej wieży strażniczej, który dał w rezultacie typową pagodę chińską. Jako materiału do budowy używano drewna, nawet brązu, żelaza czy porcelany. Uderzającą cechą jest naśladowanie form architektury drewnianej również w pagodach kamiennych. Najbardziej typowe dla Chin są jednak pagody ceglane. Wznoszono pagody zarówno z cegły suszonej, jak i wypalanej. Cegła glazurowana stosowana była do oblicówki. W okresie od V do VII w. pagody osiągały wysokość 50 m. Niekiedy osiągały nawet 100 m wysokości. Najwyższa zachowana do dziś pagoda Liaodi w prowincji Hebei ma 82 m wysokości. Pagody w Chinach budowane były na planie kwadratu lub wieloboku, zdarzały się także okrągłe. Ilość kondygnacji zgodnie z tradycją jest zawsze nieparzysta. Najstarsza zachowana pagoda (520 rok) ceglana znajduje się w świątyni Songyuesi w prowincji Hunan.

## Bramy memorialne 牌楼pailou

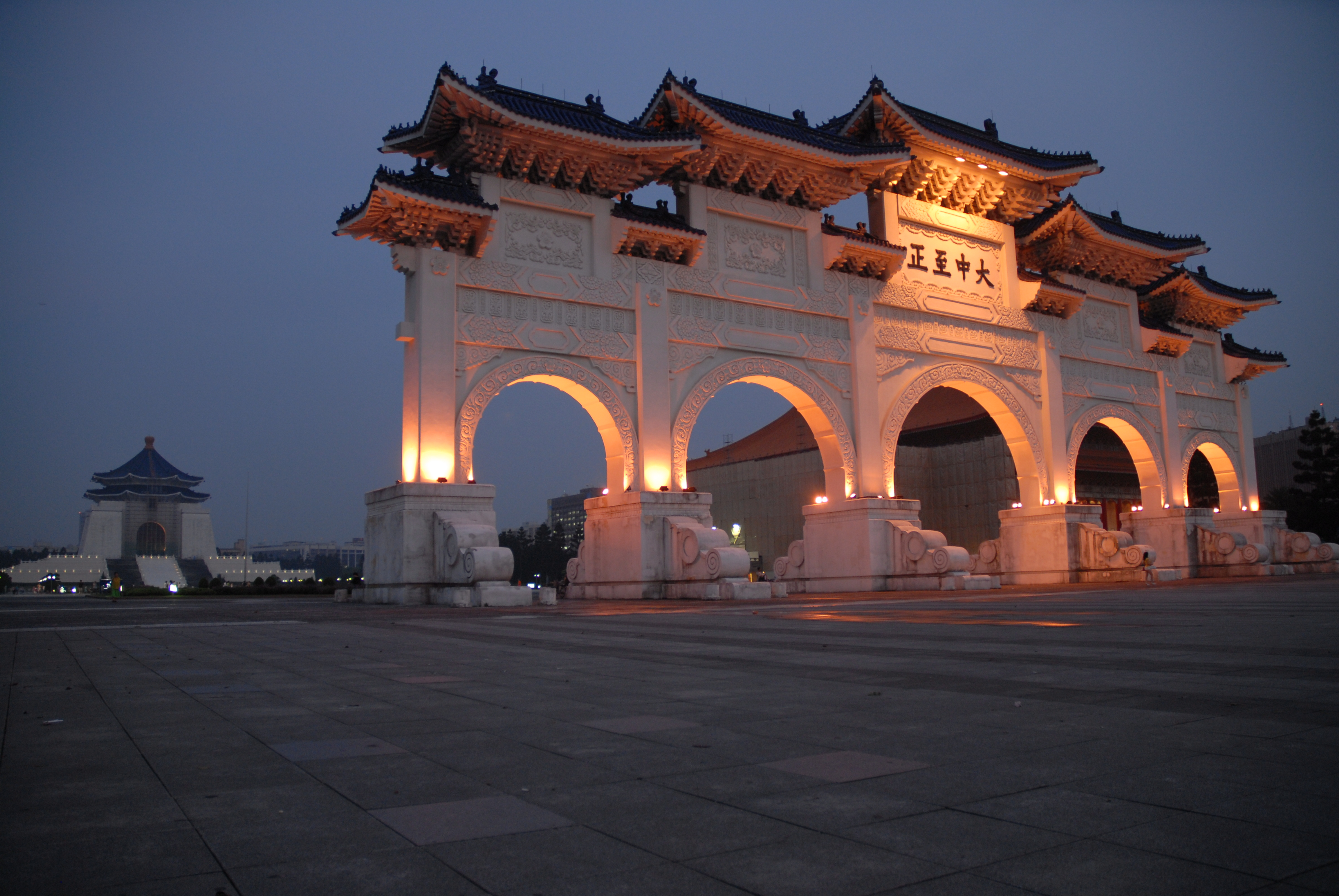
Pailou przed mauzoleum Czang Kaj-szeka w Tajpej

Majestatyczne bramy budowane dla uczczenia dostojników, stawiane na drogach prowadzących do mauzoleum. Posiadają zazwyczaj trzy lub pięć przejść. Najstarsze z zachowanych pailou są zbudowane z kamienia, lecz ich forma i szczegóły konstrukcyjne świadczą o tych że pierwowzorem dla nich były bramy drewniane.

## Pawilony typuting
Typowy wzór budynku chińskiego – masywny, ozdobny dach spoczywający na niskich kolumnach.

## Elementy dekoracyjne

### Kolumnyhuabiao
Bogato zdobione elementy dekoracyjne przy zespołach pałacowych. Pierwowzorem dla nich są drewniane drogowskazy. Huabiao na placu Tian’anmen pochodzą z XV w.

### Figury zwierząt
Najbardziej typowe są stylizowane lwy ustawione przy wejściach do świątyń i pałaców. Występują także mityczne pixiu, na których umieszczano stele z inskrypcjami

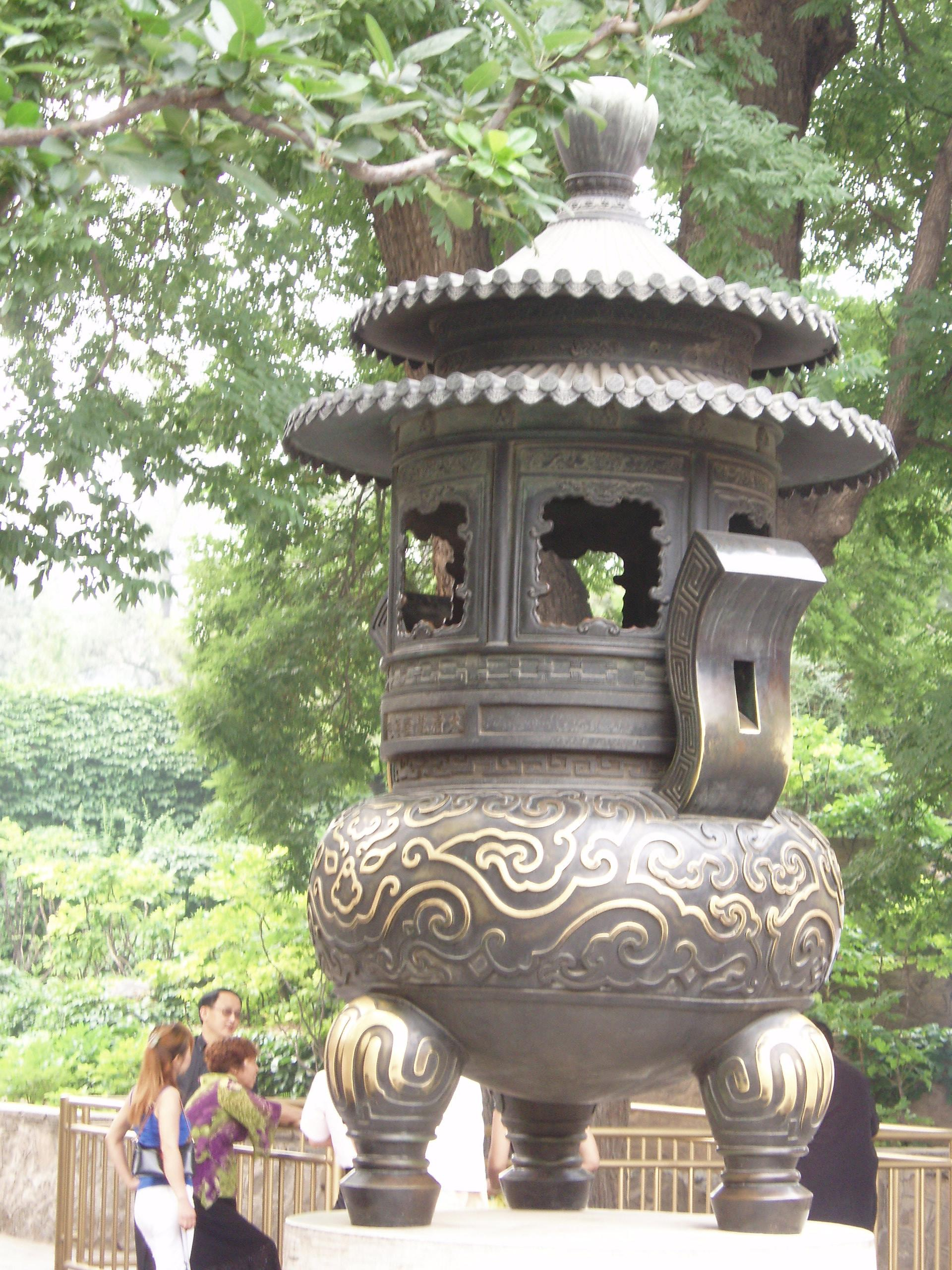
Kadzielnica w Pałacu Letnim w Pekinie

### Kadzielnice
Element dekoracyjny zdobiący wejścia nie tylko do świątyń, lecz również do pałaców i parków. Występują w bardzo wielu, niekiedy niepowtarzalnych formach.

### Dachy
Wygięte, bogato zdobione dachy stanowią jeden z najbardziej charakterystycznych elementów architektury chińskiej. Zachowane modele ceramiczne potwierdzają powstanie, że przekształcenie się pierwotnie prostych krawędzi dachów w podniesione łuki nastąpiło w czasach po dynastii Han, ale przed panowaniem dynastii Tang. Maniera ta, uznawana niemal za symbol architektury chińskiej, nie pochodzi bynajmniej z Chin, lecz z Półwyspu Indochińskiego. Przenikała stopniowo z południa, stała się w Chinach czymś powszechnym dopiero w czasach dynastii Song. Wiązało się to z rozwiązaniem szeregu problemów technicznych, gdyż zupełnie inny jest rozkład sił. Dodatkowo dachy te były pokrywane niekiedy ciężkimi glazurowanymi dachówkami. W przypadku budynków wielokondygnacyjnych (np. pagodach) każda kondygnacja posiada swój własny daszek. W dachy wyposażone są niekiedy nawet bramy i mury. Dachy świątyń i pałaców wspierały się na specjalnej konstrukcji, zwanej dougong, pełniącym również funkcję amortyzacyjną i ozdobną. Jest to element poświadczony już w okresie Wiosny i Jesieni (VIII -V w. p.n.e.) Stosowanie dougong w mniejszych budynkach mieszkalnych było zabronione.

### Altany ogrodowe

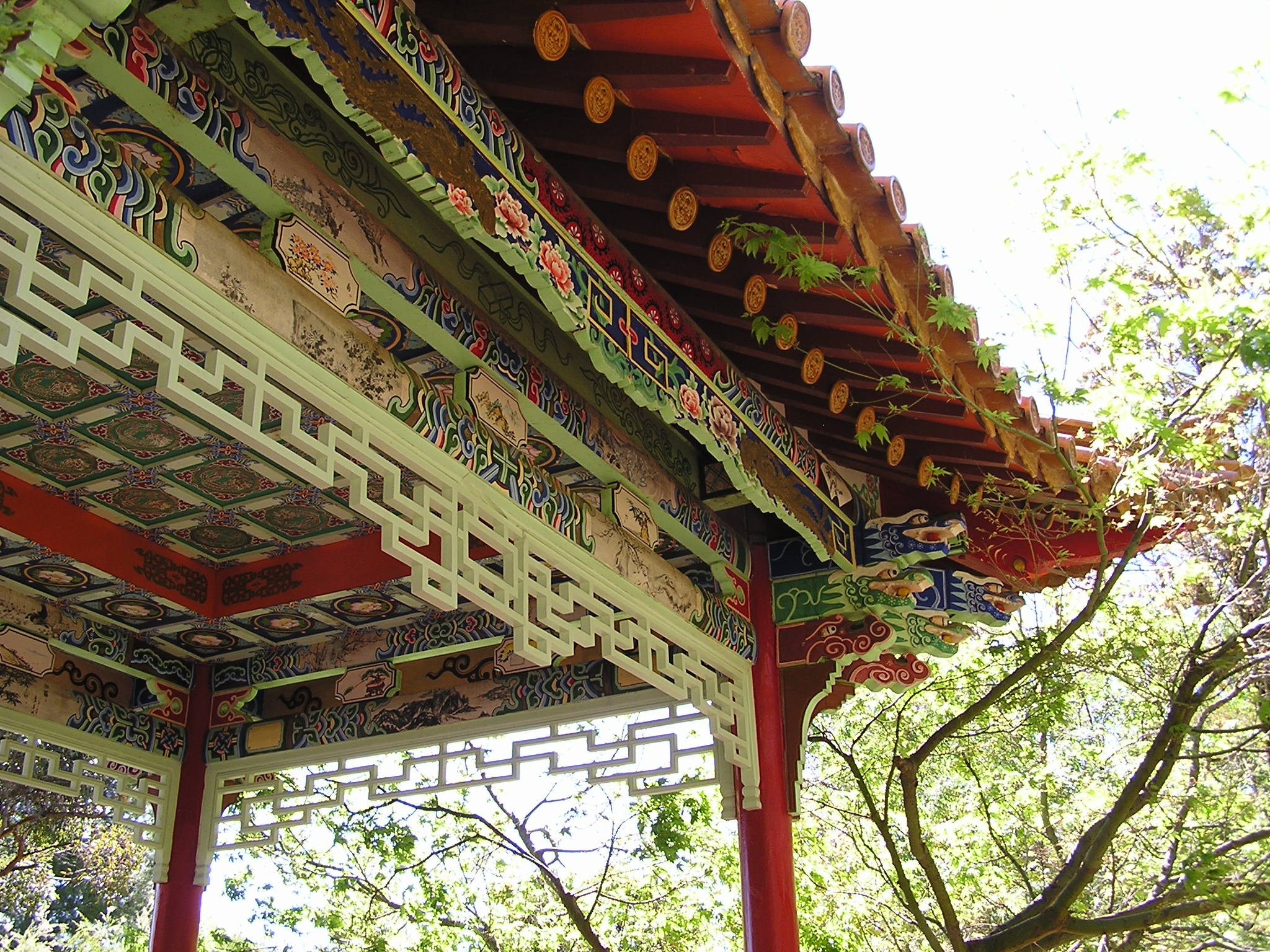
Dach pawilonu ogrodowego

Istotny detal ogrodu chińskiego, zazwyczaj drewniane, ale bywają również wykonane z kamienia lub metalu. Najczęściej budowane na planie kwadratowym, okrągłym lub wielobocznym.

### Mostki
Element bardzo popularny w tradycyjnej architekturze ogrodowej. Zazwyczaj mają formę mocno wygiętego łuku. Czasami bywają zadaszone, przyjmując postać lekkiego ażurowego pawilonu.

## Wpływy indyjskie i tybetańskie
Na terenach znajdujących się pod wpływami Północnej dynastii Wei zapoczątkowanej przez plemię Tuoba - świątynie skalne. Groty Tysiąca Buddów w Dunhuang w pobliżu Chang’anu. 
Cesarze z kitańskiej dynastii Liao oraz Mongołowie z dynastii Yuan przyczynili się do rozszerzeniach wpływów tybetańskich (północnoindyjskich) w architekturze i sztuce.